# Коршунов, Павел Иванович
Па́вел Ива́нович Ко́ршунов (1 марта 1907 — 31 марта 1987) — советский военный деятель, генерал-майор Советской армии. Герой Социалистического Труда (1943), почётный железнодорожник. Почётный гражданин города Курска.

## Биография
Родился в селе Милюковка (ныне в Наровчатском районе, Пензенская область) в семье крестьянина. Русский. Учился на общеэкономическом факультете педагогической академии в городе Самарканде.
С третьего курса, в 1929 году, был призван в РККА. Службу проходил в горнострелковом полку Среднеазиатского военного округа. В 1930 году был уволен в запас. Работал заведующим часовым отделом Дворца пионеров Замоскворецкого района Москвы.
В апреле 1932 года вторично был призван в ряды РККА и назначен на должность командира роты 21-го строительного железнодорожного полка особого корпуса железнодорожных войск. В последующие годы командовал полковой школой, был начальником штаба учебного батальона, избирался секретарем партбюро учебного батальона. В 1937 году вступил в ВКП(б).
Начало Великой Отечественной войны Коршунов встретил в звании капитана и в должности командира учебного батальона 5-й отдельной железнодорожной бригады.
С 25.08.41 года — командир 77-го отдельного строительно-путевого железнодорожного батальона (с 01.03.43 года командир 77-го отдельного восстановительного железнодорожного батальона) этой же бригады, вскоре ему было присвоено звание майора. Батальон Коршунова был задействован на одном из главных направлений Юго-Западного фронта. Военные железнодорожники формировали составы для отправки тыл, тушили возгорания, ликвидировали последствия налетов немецкой авиации, эвакуировали ценное имущество.
С января 1943 года воины батальона полным ходом вели восстановительные работы на ряде железнодорожных участков, а также на станциях Воронеж, Курск. Особенно Коршунов и подразделение, возглавляемое им, отличились при восстановлении Курского железнодорожного узла. Уже через трое суток после отступления врага он был восстановлен и мог принимать и отправлять 25 пар поездов в сутки.
Станция Курск неоднократно подвергалась бомбёжкам со стороны Люфтваффе. Бойцам железнодорожных войск удавалось в короткие сроки устранять последствия налетов и обеспечивать проезд воинских эшелонов к фронту.
02.06.43 года на Курск совершили налет более 800 фашистских самолетов. Бомбардировка продолжалась 22 часа. За это время на узел было сброшено около 1600 бомб. Было разрушено 12 километров станционных путей, депо, водоемное здание, многие стрелочные переводы, 154 груженых вагона, 8 паровозов. Сам Коршунов потом вспоминал:
Станция Курск была загружена составами. Во многих из них находились боеприпасы. Отдельные вагоны горели, в них рвались снаряды и мины. Черные от копоти бойцы 77-го батальона бросались в огонь, под разрывы бомб и снарядов, вместе с железнодорожниками станции пытаясь вывести уцелевшие вагоны. <...> За годы войны я видел много разрушений, но таких, как в Курске летом 1943-го, видеть мне ранее не приходилось. Все лежало в руинах, и казалось, что восстановить движение поездов под бомбёжкой, в условиях рвавшихся в вагонах мин и снарядов, невозможно и за несколько недель.
Батальону Коршунова потребовалось 11 часов и 30 минут для восстановления движения поездов. Через 35 часов последствия бомбежки были устранены полностью. Работы были начаты ещё под обстрелом. Многие бойцы подразделения были отмечены государственными наградами.
Указом Президиума Верховного Совета СССР от 5 ноября 1943 года за особые заслуги в обеспечении перевозок для фронта и народного хозяйства и выдающиеся достижения в восстановлении железнодорожного хозяйства в трудных условиях военного времени полковнику Коршунову Павлу Ивановичу присвоено звание Героя Социалистического Труда.
Героями Социалистического Труда также стали начальник станции Курск Пётр Алексеевич Шубин и командир бригады полковник Пётр Иванович Бакарев.
Победу Павел Иванович закончил в должности начальника штаба 47-й железнодорожной бригады и в звании полковника. Продолжил службу в железнодорожных войсках на командных должностях. В 1954 году ему было присвоено звание генерал-майора.
В 1964 году Коршунов ушёл в отставку. Жил в городе Харькове, активно участвовал в воспитании молодежи, возглавлял совет ветеранов железнодорожной части.
Умер 31 марта 1987 года. Похоронен в Харькове.

## Награды и звания
- Медаль «Серп и Молот» № 179
- Два орден Ленина (5 ноября 1943 года — № 16453, …)
- Три ордена Красного Знамени (10 августа 1944 года, 8 июня 1945 года, …)[3]
- Два ордена Отечественной войны I степени (12 июня 1943 года, 1985 год[4])
- Орден Отечественной войны II степени (30 апреля 1943 года)[3]
- Два ордена Красной Звезды (17 января 1942 года, …)[3]
- Медаль «За боевые заслуги» (3 ноября 1944 года)[3]
- Два ордена Чехословакии
- Почётный железнодорожник
- Почётный гражданин города Курска
- другие награды

## Память
- Приказом Министра обороны СССР от 20 апреля 1985 года Корушнов навечно зачислен в списки личного состава почетным солдатом железнодорожной воинской части.
- В 1973 и в 2005 годах на здании вокзала станции Курск были установлены мемориальные доски, посвященные подвигу железнодорожников. На одной из них увековечено и имя героя.